# 華陶窯
24°22′40.3″N 120°42′30.9″E / 24.377861°N 120.708583°E

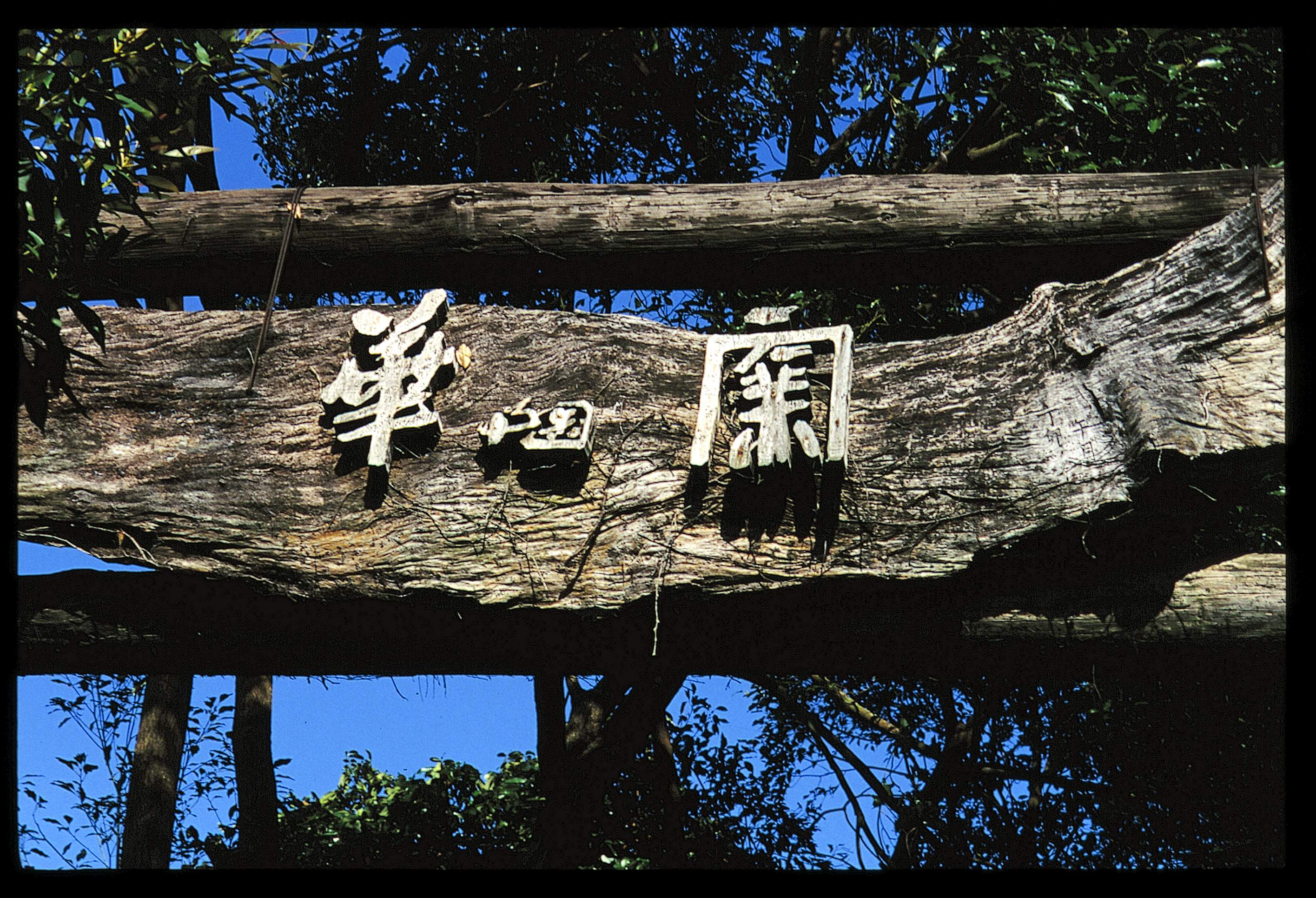
華陶窯-漂流木鳥居

華陶窯位於苗栗縣苑裡鎮，背倚火炎山，俯瞰大安溪沖積扇平原。為臺灣苗栗縣第三屆立法委員陳文輝和中華花藝教授妻子陳玉秀於1984年興建的「台灣式人文園林」。當時為燒製陶製花器而建古法柴燒登窯，並種植花材的私人花園。後因媒體報導致大眾頻繁要求參觀，才開放為觀光景點。
華陶窯總面積約6公頃，可分成「人文庭園」和「自然生態植物園」兩個部分：「人文庭園」因建築特色揉合臺灣歷代台灣族群的統治開發的歷程，包含荷蘭式砌法的紅磚牆、日本式的黑瓦、中國閩南式雙扇木門、台灣原住民式屋牆植被,此四大特色的結合,被園林設計界稱為首座「台灣式人文園林」。另有「生態植物園」則復育多種臺灣原生植物，如臺灣澤蘭、臺灣原生稻等瀕臨絕種植物。

## 人文庭園

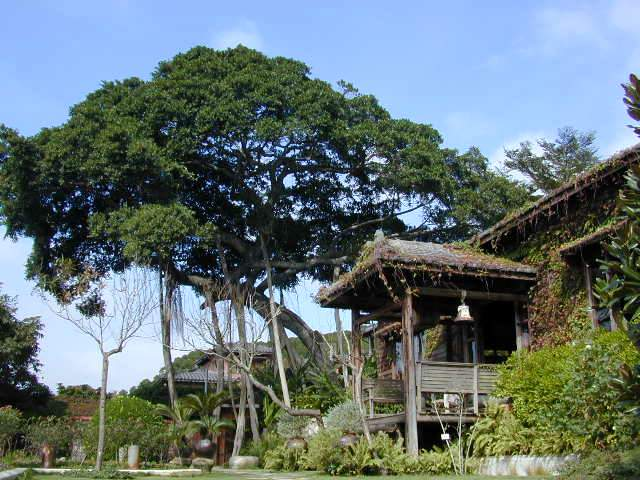
人文庭園-百年榕樹

在台灣歷史上經歷多個民族的統治,而各民族的建築特色,並未因統治者更替而消滅,而被民間保留使用並揉合各自特色,形成和諧的視覺美感。

### 荷蘭式砌法紅磚牆

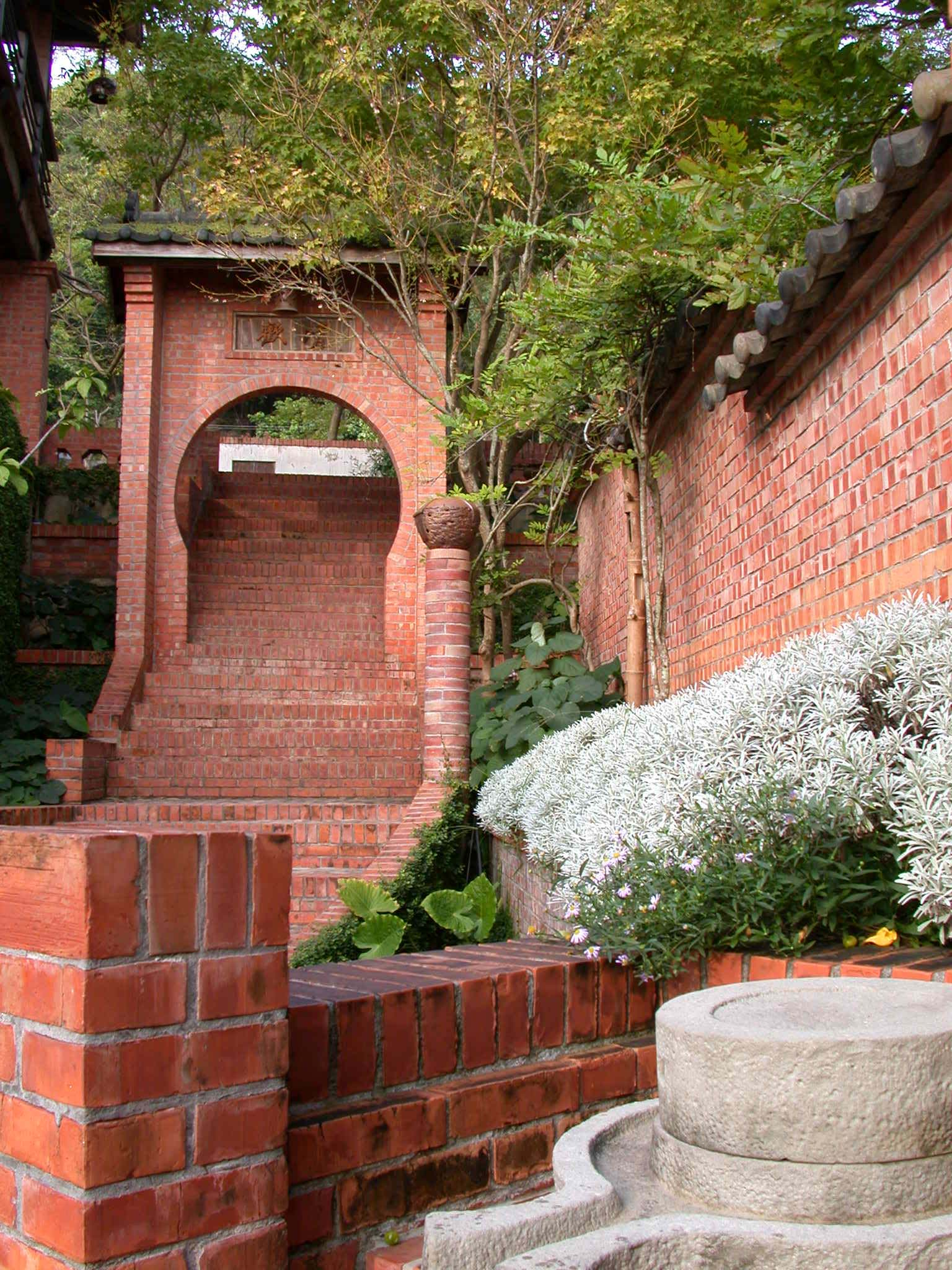
荷蘭式砌法紅磚牆

在磚造建築中為增加磚牆承載荷重與穩定能力，以及增進牆面外表美觀，砌磚時應該遵循規則疊砌。紅磚疊砌式樣有很多:如丁砌、順砌、英式、法式、荷蘭式、美國式、花式...等式樣。台灣荷蘭統治時期為1624年至1662年,當時建築的磚砌法為一順二丁形式,即從磚牆側面來看,為二縱磚上疊一橫磚反覆向上疊砌。

### 中國閩南式雙扇木門
古中國木鎖可追溯至石器時代。據傳迄今最早的古中國木鎖出土於約五、六千年前的仰韶文化遺址，但是並無真品留存和正式的文獻記載。古中國木鎖可分為閂鎖和木栓鎖兩類。閂鎖構造簡單，只能從門內開啟和關閉，組成包括門閂和門板兩部分。開啟時，僅需把門閂水平移動至開啟位置後，以旋轉方式推動門板即可。由於構造簡單且堅固耐用,在臺灣清治時期由1683年施琅攻台至1895年甲午戰爭後割讓予日本為迄,清廷鼓勵人民來台開墾,雙扇木門和閂鎖被民間廣泛使用。

### 日本式黑瓦
日本式黑瓦又稱文化瓦,台灣日治時期於1895年至1945年間日本人大量興建日式建築而傳入。早期台灣建築使用較輕薄的閩南式紅瓦,而日本式黑瓦有散熱快、透氣性佳的優點，也比傳統薄瓦堅固。對於濕熱且多颱風的台灣地理環境,黑瓦較耐久且效用較佳。

### 台灣原住民式屋牆植被
綠化屋頂及圍牆的概念,近年來逐漸成為都市建築的設計考量重點。諸多優點如:降低頂層溫度、有助散熱、減低冷暖氣耗電量20%、美化環境、保護屋頂（減少紫外線輻射）等。早年漢人移居台灣,因風水考量，屋頂可以吸收陽光，趨魔除邪，而會清除屋頂及圍牆上的植物。而台灣原住民生活與自然和諧共生，無此避諱。在華陶窯可見多種屋牆植物，如:木玫瑰、九重葛、薜荔、地錦等。

## 柴燒登窯

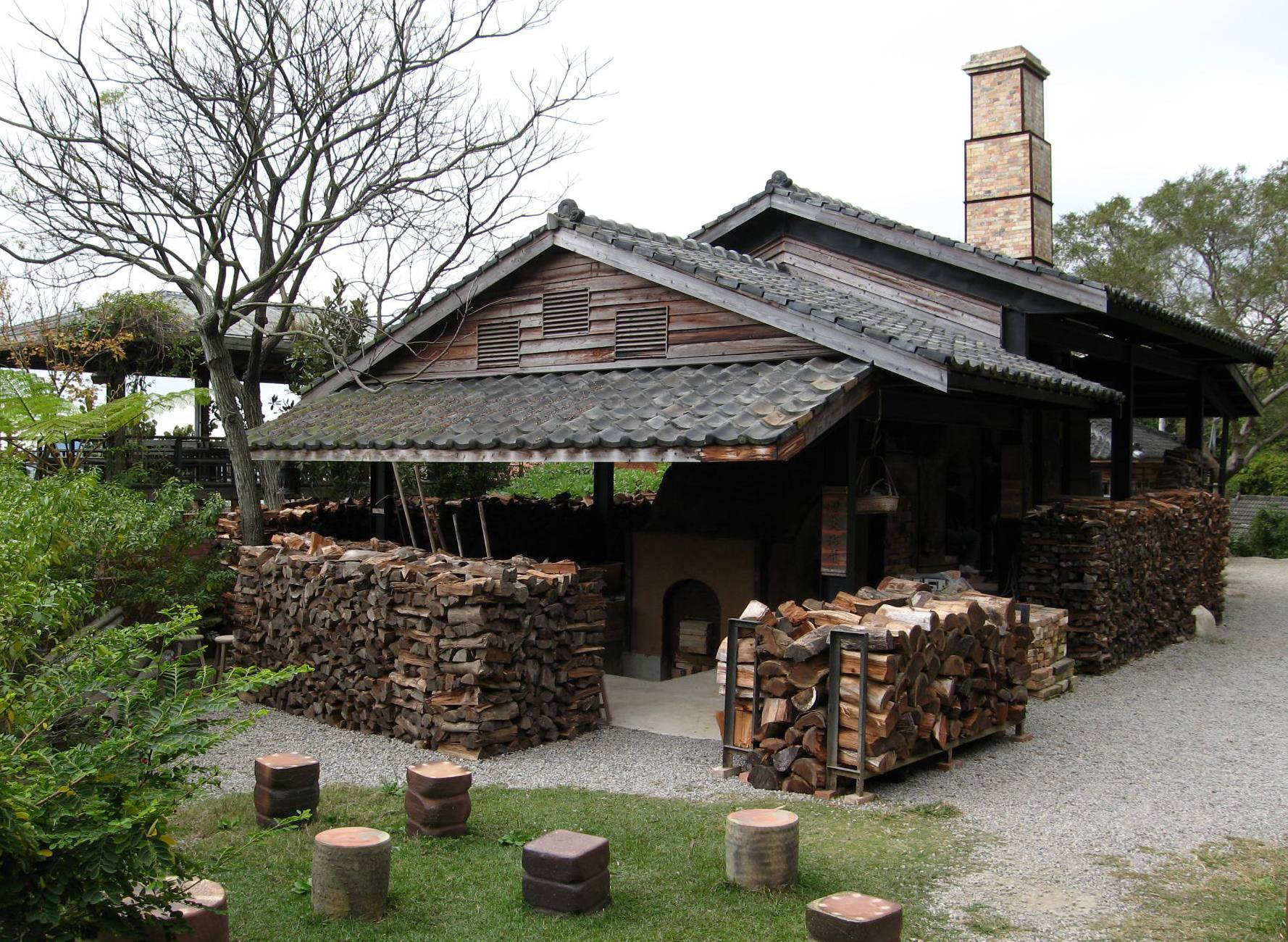
古法柴燒登窯及相思樹柴薪

登窯發源於中國大陸，到台灣日治時期才由日本人引進台灣；在大陸稱為階級窯或串窯，在台灣稱之為目仔窯或坎仔窯。登窯是由幾個長方形窯室連續排列而成，一般是依山而建，或在平地把地面逐漸墊高，使成一傾斜面，其斜角在15-20度之間，在傾斜面上依次往上構築窯室。登窯的主要結構包括窯頭的燃燒室、中間的窯室和窯尾的煙囪三部分組成，其中燃燒室是提供熱源的地方，位置最低，其後連接幾間窯室，所連結的窯室從前面到後面一級級加高，到最後的煙囪為最高點。其窯室依規模不同，從1、2間到早期商業化陶瓷產量的十幾間窯室都有。
目前台灣的登窯多已不再燒製使用,僅為古蹟保存及觀光用途。唯華陶窯中型4間窯室的「相思柴燒登窯」仍常年持續燒製藝術花器,目前多為每年1月及7月各燒製一次。燃燒柴薪僅使用相思樹,每次燒製需約10-15噸，費時8天7夜，24小時人工投柴加溫至攝氏1250度，始得溫潤鎏金色澤陶器。

## 生態植物園

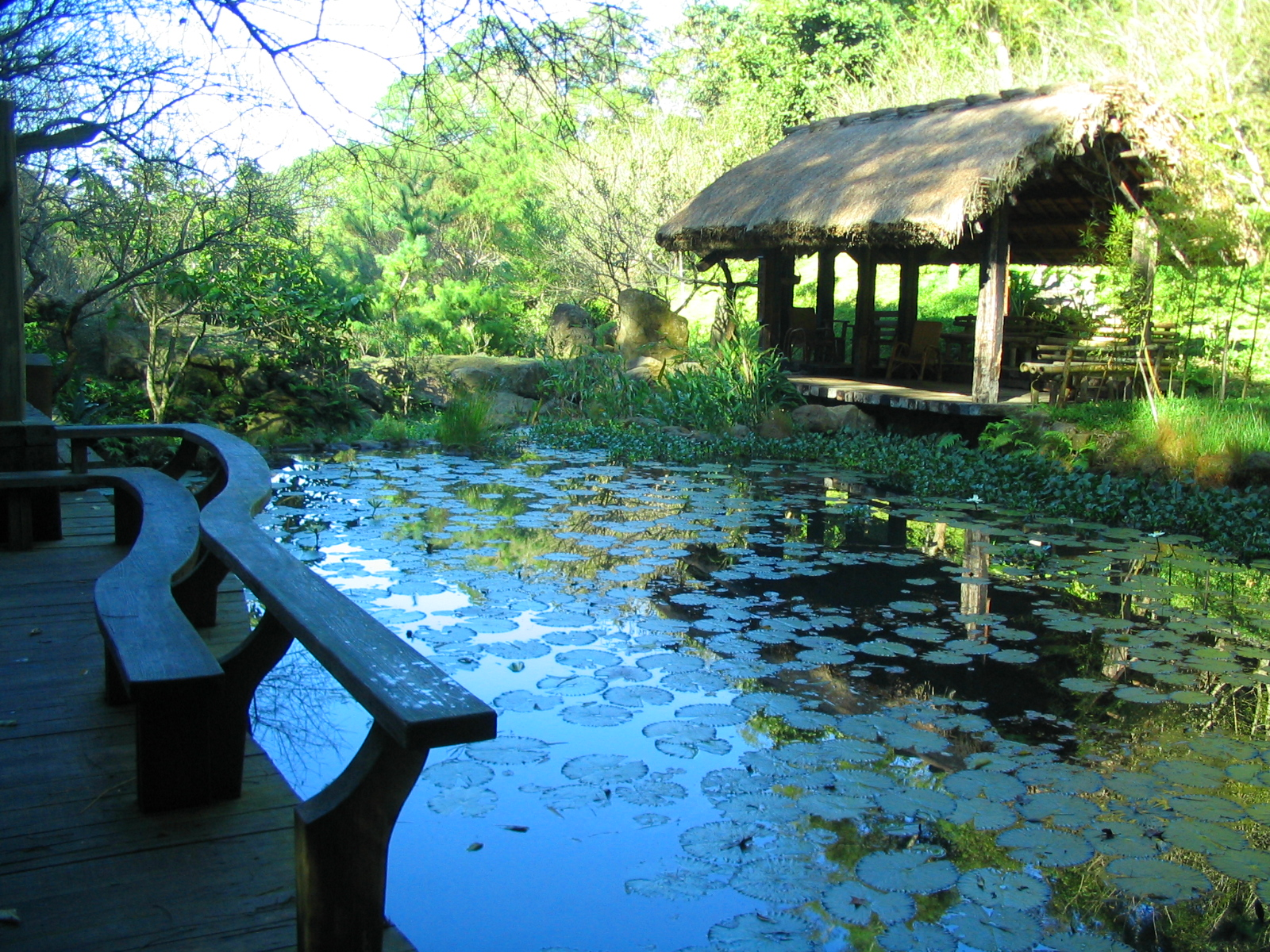
自然生態植物園

園裡所栽種的植栽，原本為花藝師女主人為創作花藝所使用而栽種花材，之後積極的栽種推廣台灣原生植物。在佔地五公頃的植物生態區中，栽植與蒐集近六百種的本土植物。近年來，更與各地農業改良場合作，積極復育台灣特有的原生植物，如台灣百合、鐵炮百合、金花石蒜、臺灣澤蘭,臺灣原生稻、金毛杜鵑、烏來杜鵑等植物。

## 外部連結
- 華陶窯-中文官網 （页面存档备份，存于）
- 台灣大三園-園林建築設計之美-台灣設計波酷網[永久]
- 華陶窯 - 旅遊資訊王 （页面存档备份，存于）
- 喇叭鎖的前世今生 - 行政院國家科學委員會-科技大觀園[永久]
- 文化部台灣大百科全書-登窯 （页面存档备份，存于）
- 臺灣陶瓷數位博物館-登窯 （页面存档备份，存于）